# Sociaal-psychiatrisch verpleegkundige
Een sociaal-psychiatrisch verpleegkundige (SPV), is een behandelaar in de Nederlandse geestelijke gezondheidszorg. De SPV kan werkzaam zijn in de huisartsenpraktijk, acute psychiatrie, kortdurende psychiatrie, langdurende psychiatrie en bemoeizorg. Naast de contacten met patiënten of cliënten in de spreekkamer kan de SPV zo nodig aan huis, op het werk of elders komen.
De SPV houdt zich bezig met soms complexe psychosociale en psychiatrische problematiek. Begeleiding door een SPV kan op zichzelf staan, maar zal vaak deel uitmaken van behandeling en begeleiding tezamen met andere disciplines zoals een psychiater, gezondheidszorgpsycholoog, maatschappelijk werk of thuiszorg. De SPV kan dan een coördinerende rol spelen.

## Sociaal-psychiatrische principes
De SPV werkt vanuit een sociaal-psychiatrische houding:
- voorkomen dat bepaalde groepen zorgvragers in de samenleving worden gemarginaliseerd en uitgestoten
- aandacht voor de sociale en epidemiologische context waarin psychiatrische problematiek zicht ontwikkelt, voordoet en in stand wordt gehouden
- het gaat nooit om de zorgvrager alleen maar altijd om de zorgvrager in zijn maatschappelijke en sociaal-culturele context
- flexibiliteit van aanbod: langdurige en kortdurende hulp met wisselende intensiteit, crisisinterventie, rehabilitatie en psycho-educatie
- aandacht voor de praktische problemen en vragen van de omgeving waarin de zorgvrager verkeert.

## Taken
Een SPV voert intake gesprekken uit, dit zijn gesprekken waarbij er een verkenning wordt gedaan van de problemen. Zij is in staat om een hypothese te stellen betreffende de psychiatrische diagnostiek en kan een sociaal-psychiatrische verpleegkundige diagnose stellen. Hierna doet zij een voorstel voor behandeling dat meestal wordt uitgevoerd in samenwerking met andere disciplines en instanties.
Een SPV kan gebruikmaken van verschillende therapeutische deeltechnieken, zoals cognitieve gedragstherapie, systeemtherapie, motiverende gespreksvoering, probleemoplossende gesprekstechnieken en andere specifieke behandelmethodieken. Met behulp van deze deeltechnieken kan de SPV een patiënt behandelen en begeleiden. 
Door de verpleegkundige achtergrond van de SPV is deze in staat een rol te spelen bij de farmacotherapie (medicatie). Zij geeft voorlichting over de werking van voorgeschreven psychofarmaca, begeleidt de patiënt met betrekking tot therapietrouw, observeert de werking van de medicatie en rapporteert daarover aan de voorschrijvend arts. Ze is zo nodig in staat de medicatie te verstrekken of toe te dienen.

## Beroepsvereniging
In 2007 is de NVSPV samen met 40 andere beroepsverenigingen van verpleegkundigen gefuseerd tot Verpleegkundigen en Verzorgenden Nederland (V&VN). De SPV'en zijn nu verenigd in de afdeling V&VN-SPV. De afdeling heeft voor het beroep van de SPV een beroepscode, beroepsprofiel en beroepsdeelprofiel ontwikkeld. Deze geven de inhoud aan van het beroep van de SPV.

## België
In Vlaanderen wordt deze functie meestal opgenomen door een verpleegkundige met afstudeerrichting sociale verpleegkunde.